# Alberto dos Santos Franco
Alberto dos Santos Franco, o Almirante Franco, (Rio de Janeiro, 5 de dezembro de 1913 - São Paulo, 4 de maio de 2011) foi um militar e oceanógrafo brasileiro.

## Biografia
Filho de Luiz de Araujo Franco e de Adelina dos Santos Franco, cursou o secundário no Colégio Pedro II no Rio de Janeiro e tornou-se Oficial da Marinha na Escola Naval em 1933. Participou dos esforços de guerra da Marinha do Brasil durante a Segunda Guerra Mundial. Posteriormente especializou-se em estudos relacionados aos fenômenos das marés. Foi promovido a vice-almirante em 1961, obteve várias medalhas e foi agraciado com título de Professor Emérito do Instituto Oceanográfico da Universidade de São Paulo em 1996, onde foi diretor no período de 1970-1974. Desenvolveu métodos computacionais baseados nas técnicas de Transformada Rápida de Fourier para análise e previsão das marés. Em 1976 obteve o doutorado na Engenharia Naval da Escola Politécnica da Universidade de São Paulo defendendo Tese sob o título "Componentes Harmônicas de Marés em Pequenos Fundos". Essas são componentes geradas pelas correntes de marés, onde os movimentos periódicos (amplitudes e fases) do sol e da lua em torno da Terra são combinados de forma não linear dando origem a outras componentes chamadas de pequeno fundo. São pois geradas pela transformação da maré oceânica barotrópica em marés baroclínicas nas regiões rasas das plataformas oceânicas.

## Participação em cruzeiros hidrográficos para construção de cartas náuticas (Ministério da Marinha - 1937/1955)
Cartas - Áreas
- 802 - Porto de Natal
- 803 - Canal de São Roque
- 1103 - Baia do Aratu e adjacências (chefe da campanha)
- 1400 - Do Rio Doce ao Cabo de São Tomé
- 1500 - Do Cabo de São Tomé ao Rio de Janeiro
- 1504 - Enseada de Búzios
- 1505 - Do Cabo de Búzios ao Cabo Frio
- 1700 - Da Ilha de São Sebastião à Ilha de Bom Abrigo
- 1701 - Porto de Santos
- 1800 - Da Ilha de Bom Abrigo à Ilha do Arvoredo
- 1804 - Porto de São Francisco do Sul
- 1805 - Canal de acesso a Joinville
- 1809 - Enseada de Itapocoroia (chefe da campanha)
- 1810 - Enseada de Porto Belo
- 1900 - Da Ilha do Arvoredo a Torres (chefe da campanha)
- 1905 - Porto de Florianópolis (chefe da campanha)

## Trabalhos científicos
- O efeito da aberração diurna nas coordenadas horizontais das estrelas e sua correção. Boletim do Clube Naval, 80, 1939.
- Correção de segunda ordem das observações com o astrolábio de 45º. Anais Hidrográficos da Diretoria de Hidrografia e Navegação (DHN), v.7, 1939.
- Determinação simultânea e rigorosa das coordenadas geográficas pelo método das alturas iguais. Anais Hidrográficos da Diretoria de Hidrografia e Navegação (DHN), v.7, 1939.
- Compensação de triangulação. Anais Hidrográficos da Diretoria e Navegação (DHN), v.9, 1941.
- Correções inerentes aos basímetros de fio invar. Anais Hidrográficos da Diretoria e Navegação (DHN), v.10, 1943.
- Análise harmônica da Maré pelo método de Doodson. Anais Hidrográficos  da Diretoria e Navegação (DHN), v.10, 1943.
- Tábuas para previsão harmônica da maré,  (em colaboração com o Cap. Tenente Alexandrino de Paula Freitas Serpa). Premiado pela Marinha, Anais Hidrográficos da Diretoria e Navegação (DHN)-v.23/1, 1946.
- Previsão da maré pelo método do Almirantado. Anais Hidrográficos da Diretoria e Navegação (DHN) v.12, 1945-1946,v.13, 1947-1952.
- Astronomia de Campo. Livro texto do Curso de Hidrografia e Navegação, (Trabalho premiado pela Marinha), Diretoria e Navegação (DHN-13/1).1950.
- Comparative precision of prismatic astrolabes. International Hydrographic Review XXVIII(1), 1951.
- Modification of the mean projection plane of the Multiplex apparatus (Premiado pela Marinha). International Hydrographic Review, XXIX, 1952.
- Shallow-water tides. International Hydrographic Review, XXXIII(1), 1956.
- Compensação de triangulação aérea pelo método dos mínimos quadrados. Revista Engenharia, v.187, 1958.
- Análise harmônica da maré para sete dias de observações horárias.(premiado pela Marinha). Anais Hidrográficos,Diretoria e Navegação (DHN) v.17, 1958-1959
- Autoestereógrafo Zeusul-Franco. Revista Engenharia, 218, 1961. (Descrição de um instrumento de restituição aerofotogramétrica de terceira ordem, projetado e construído sob a direção do autor).
- Triangulação aérea. Livro doado pelo autor, em 1960, ao Instituto Geográfico e Geológico, São Paulo. Boletim 37, 1962.
- Brazilian Navy Instruction on Tides. International Hydrographic Review, XL(1), 1963.
- Harmonic Analysis of the tide by the semi-graphic method. International Hydrographic Review, XL(2), 1963.
- Adjustment of aerial triangulation. International Hydrographic Review, XLI(1), 1964.
- Harmonic analysis of tides for seven days of hourly observations. International Hydrographic Review, XLI(2), 1964.
- Harmonic analysis of tides through linear combinations of ordinates. Internatioal Hydrographic Review, XLII(1), 1965.
- Tides (terceira edição em inglês). International Hydrographic Bureau, 1966. (A edição em português é o livro texto do Curso de Especialização para Oficiais).
- Relative accuracy of some methods of harmonic analysis of tides. International Hydrographic Review. XLII(2), 1965.
- Semi-graphic method of analysis for seven days' tidal observations. International Hydrographic Review, XLIII(1), 1966.
- Datum for sounding reduction. International Hydrographic Review, XLIII(2), 1966.
- La méthode Munk-Cartwright pour la prediction des marées vue à la lumière de l'idée fondamentale de Laplace. Acad. Sc. Paris, série A, 256: 499-492, 1967. (Nota apresentada à Academia de Ciências de Paris por A. Gougenheim).
- The Munk-Cartwright method for prediction and analysis of tides. International Hydrographic Review, XLV(1), 1968.
- Generalization of y-parallax differential formula. Photogrammetria Elsevier Publishing Company, Amsterdam, 23,(1968) 95-102.
- Fundamentals of spectral analysis of discrete observations. International Hydrographic Review. XLVII(1), 1970.
- Franco, A.S & Rock, H.J. The Fast Fourier Transform and its application to tidal oscilations. Boletim do Instituto Oceanográfico da Universidade de São Paulo, 20(1). 1971.
- A hybrid algorithm for the rapid Fourier transform of extensive series of data. Boletim do Instituto Oceanográfico da Universidade de São Paulo, 20(2), 1971. (Em colaboração com N.J. Rock).
- Comparative accuracy of Fourier tidal analysis employing different time spans with reference to Doodson analysis. The 2nd International Ocean Development Conference, Toquio, 1972 (preprint). (Em colaboração com N.J. Rock).
- Improved harmonic analysis. Revista Ciência e Cultura, 25(2).1973. (Em colaboração com N.J. Rock).
- Análise espectral contínua e discreta. Apostila. Cursos de Pós-graduação em Oceanografia Física e Engenharia Naval.Universidade de São Paulo, 1973.
- Comentário para a Revista Science, vol. 180, No. 4086 (18/5/1973) sobre o livro The Analysis of Tides por Gabriel Godin.
- Franco,A.S., Tavares Jr., W. e Cordaro,P. A new algorthm of harmonic tidal prediction. Proceedings XVI Congress of the International Association of Hydraulics Research, São Paulo, 1975.
- Componentes harmônicas da maré em pequenos fundos. (Tese de Doutoramento em Engenharia). Anais Hidrogr ficos, 1976. Diretoria de Hidrografia e Navegação, Ministério da Marinha.
- Componentes harmônicas da maré em pequenos fundos. Anais Hidrográficos da Diretoria de Hidrografia e Navegação, 1977.
- A refined method of tidal analysis. The Belle W. Baruch Library in Marine Science, 7. Syposium on Estuarine Transport Process hold in Georgetown, South Carolina, 1976. Edited by Böjrn Kjerfve. University of South Carolina press.
- Composantes harmoniques de la marée en eau peu profonde. Revue Hydrographique Internationale, LVII(2). 1980.
- Tides (fundamentals, analysis and prediction). Livro editado pelo Instituto de Pesquisas Tecnológicas do Estado de São Paulo (IPT). 1981.Nova edição publicada em 1988 pela Fundação Centro Tecnológico de Hidráulica.
- Análise Espectral (contínua e discreta). Livro editado pelo Instituto de Pesquisas Tecnológicas do Estado de São Paulo (IPT). 1982
- Alguns resultados de análises de registro de marés, obtidos por métodos acústicos. I Simpósio de Sonar. Arraial do Cabo Frio, 1982.
- On the Karunaratne's method of checking hourly heights. International Hydrographic Review, LIX(1), 1982.
- Improved technique of short period analysis. Canadian Hydrographic Service Centennial Conference. Ottawa, 1983. (Em colaboração com J. Harari).
- Frequência de corte no modelo matemático de Pierson- Moskovitz. Anais do Simpósio Luso-Brasileiro de Hidrologia e recursos Hídricos. Blumenau, 1983.
- Análise Linear de Ondas. Livro editado pelo Instituto de Pesquisas tecnológicas do Estado de São Paulo (IPT), 1984.
- Utilização prática dos valores filtrados do nivel médio diário. International Symposium on Late Quaternary Sea Level Changes and Coastal Evolution. Mar del Plata,Argentina, 1984.
- Franco,A.S, Harari,J.& Mesquita,A.R,de. Some Results of Analysis of Converted Ico-Sounder-Records from Atlantic Equatorial Region. Bolm. Inst. Oceanogr v.52, São Paulo 1985.
- Some results of analysis of inverted echo-sounder records from Atlantic Equatorial region.(Em colaboração com A.R. de Mesquita e J. Harari). Bolm, Inst. Oceanogr., São Paulo, 1985. Extensão do No. 52.
- Tidal prediction with a small personal computer. International Hydrographic Review, LXII(2). 1985.
- Sobre a refração de um trem de ondas. Revista Brasileira de Engenharia (RBE), 2(2). 1985.
- On the Brazilian effort to solve tidal problems. Proceedings of the X Symposium on Earth Tides (with special sessions dedicated to ocean tides), Madrid, 9/1985.
- On the practical use of the filtered daily values of the mean sea level (extensão do 57). (Em colaboração com A.R. de Mesquita). International Hydrographic Review, LXIII(2).1986.
- Franco, A.S & Mesquita, A.R. On the Pratical Use in Hidrography of Filtered Daily Values of Mean Sea Level. Internaltional Hydrographic Review, LXIII(2).1986.
- Tidal analysis of long series (em colaboração com J.Harari). International Hydrographic Review, LXV(1),(1), 1988.
- Comments on the results of a tidal analysis with a nodal cycle resolution level. (Em colaboração com J. Harari). Submetido à International Conference On Tidal Hydrodynamics em 1988 e publicado por John Wiley & Sons numa coletânea de trabalhos, editados por Bruce B. Parker, em 1991, sob o título “Tidal Hydrodynamics”.
- Franco,A.S.& Harari,J. Tidal Analysis of Long Series. International Hidrographic Review, LXV(1). 1988.
- 50 anos de evolução no tratamento das marés oceânicas. Trabalho apresentado ao XV Congresso Brasileiro de Cartografia" realizado de 28 julho a 2 de agosto de 1991 na Universidade de São Paulo. (Publicado pela Sociedade Brasileira de Cartografia)
- On the stability of long series tidal analysis. "Poster" apresentado na "XX General Assembly IUGG, Viena - 11-24 August 1991". (Em colaboração com J. Harari).
- Speeding up tidal analysis with PCs, 1993. International Hydrographic Review, Monaco, LXX(1).
- On the stability of long series tidal analysis. 1993. (Com a colaboração de J. Harari). International Hydrographic Review, Monaco, LXX(1).
- Rapid tidal analysis, from 3 ¾ julian years span up to a nodal cycle span, with a PC. 1995. International Hydrographic Review, Monaco, LXXII(1), Monaco.
- Equivalência entre os Métodos Direto e Indireto da Análise Espectral. Revista Brasileira de Engenharia. Caderno de Recursos Hidrícos, Vol.XIII(2). 1995.